# Сожжение Хром
«Сожжение Хром» (англ. Burning Chrome) — научно-фантастический рассказ Уильяма Гибсона, впервые напечатанный в журнале Omni в 1982 году и позднее вошедший в одноимённый сборник рассказов 1986 года. Рассказ был номинирован на премию «Небьюла» в 1983 году. Сюжет рассказа являются частью вселенной киберпанка Гибсона из трилогии «Киберпространство» и предшествует основным её событиям на несколько лет.
Термин «киберпространство», придуманный Гибсоном, был впервые использован именно в этом рассказе.

## Сюжет
Повествование ведётся от имени хакера с кибернетической рукой по кличке Автомат-Джек, ветерана американо-советского конфликта, а ныне — свободного специалиста по «железу», работающего в паре с ковбоем Бобби Квинном, одним из лучших специалистов по «софту». Бобби Квинн влюбляется в девушку по имени Рикки и, желая вырвать её из нищеты, берётся за крупное дело. Напарники решают взломать сеть криминального авторитета по имени Хром. Автомат-Джек приобретает у торговца нелегальным программным обеспечением Финна мощный «ледоруб» советского производства.
Квинн в киберпространстве через подставные узлы подключается к структуре Хром и с помощью ледоруба взламывает «чёрный» лед, призванный активно защищать данные от потенциальных взломщиков. Проникнув внутрь, он перечисляет средства Хром на счета подставной компании, занимающейся отмыванием денег, после чего уничтожает информационные ресурсы преступницы.
После завершённого дела напарники выясняют, что Рикки работала в одном из борделей Хром, чтобы оплатить дорогостоящую операцию по вживлению глазных имплантов Цейса. Эти импланты — первый шаг к предполагаемому покорению мировой медиаиндустрии развлечения. Рикки купила билет в Голливуд в один конец и прощается с напарниками. Джек покупает ей билет в оба конца в центр медицинских и кибернетических исследований Тибу, в надежде на то, что Рикки вернётся назад, но при этом глубоко убеждён, что это не случится.

## Связь с трилогией «Киберпространство»
События рассказа происходят в «Муравейнике», крупнейшей агломерации городов Бостон — Атланта, в которой будут происходить основные действия практически всех романов и рассказов, входящих в трилогию «Киберпространство». Бобби Квинн был одним из наставников Кейса, главного героя романа «Нейромант». В «Сожжение Хром» впервые появляется перекупщик краденных программ Финн, сквозной персонаж всей трилогии. Упоминание о событиях рассказа также присутствует в романе «Граф Ноль».

## Критика
Станислав Шульга в рецензии журнала «Мир фантастики» высказал мнение, что основных героев нельзя назвать однозначно положительными, так как у них есть свои сильные и слабые стороны. Произведение, по его словам, написано «неповторимым языком, сочетающим обреченную агрессивность и выверенную хрупкость образов и героев». Том Хэнторн писал, что сюжет рассказа не прост по своей структуре и сочетает в себе высокие технологии и дно жизни.

## Комментарии
1. ↑  Этим термином автор обозначал виртуальную реальность, воссозданную с помощью компьютера[3].